# ألونزو كوبر راند
ألونزو كوبر راند (بالإنجليزية: Alonzo Cooper Rand)‏ هو شخصية أعمال وسياسي أمريكي، ولد في 31 ديسمبر 1831 في الولايات المتحدة، وتوفي في 12 يوليو 1885 في نفس البلد. حزبياً، نشط في الحزب الجمهوري. وقد انتخب عمدة منيابولس (9 أبريل 1878 – 11 أبريل 1882).